# Małgorzata czeska
Małgorzata czeska (ur. 21 lutego 1296 zapewne w Pradze, zm. 8 kwietnia 1322 w Hradcu Královym) – królewna czeska, księżna brzesko-legnicka.
Małgorzata była córką króla Czech i Polski Wacława II i jego pierwszej żony Guty. Zapewne w styczniu 1303 poślubiła księcia brzesko-legnickiego Bolesława III Rozrzutnego. Małżeństwo miało początkowo charakter formalny z powodu zbyt młodego wieku nowożeńców (Bolesław miał 11 lat, Małgorzata niecałe 7). Dopełnienie nastąpiło zapewne w latach 1308–1310.
Małgorzata nie otrzymała stosownego wiana. W 1308 jej mąż opanował księstwo opawskie. W maju 1311 Bolesław Rozrzutny zawarł w Ołomuńcu układ ze swoim szwagrem królem czeskim Janem Luksemburskim. Na jego mocy w zamian za 8000 grzywien zwrócił księstwo opawskie Czechom i zrezygnował z posagu żony. Odpowiedni dokument wystawił Bolesław w Ołomuńcu 11 czerwca 1311.
Małgorzata zmarła przy porodzie syna Mikołaja. Została pochowana w klasztorze w Zbrasławiu. Po śmierci żony Bolesław Rozrzutny ożenił się ponownie w 1326 z Katarzyną Šubić, córką bana Chorwacji Mladena II.
Małgorzata i Bolesław III Rozrzutny mieli trzech synów:
- Wacław I legnicki
- Ludwik I brzeski
- Mikołaj (ur. i zm. 1322).